# Liste der Kardinalpriester von Sant’Agostino
Folgende Kardinäle waren Kardinalpriester von Sant’Agostino  in Campo Marzio (lat. Titulus Sancti Augustini):
- vakant (1587–1590)
- Gregorio Petrocchini de Montelparo OESA (1590–1608)
- Fabrizio Verallo (1608–1624)
- Berlinghiero Gessi (1627–1639)
- Ottaviano Raggi (1642–1643)
- Niccolò Albergati-Ludovisi (1645–1646)
- Fabrizio Savelli (1647–1659)
- Antonio Bichi (1659–1667)
- vakant (1667–1671)
- Federico Borromeo der Jüngere (1671–1672)
- Francesco Lorenzo Brancati di Lauria OFMConv (1681)
- vakant (1681–1687)
- Carlo Stefano Anastasio Ciceri (1687–1694)
- Enrico Noris OESA (1696–1704)
- Carlo Agostino Fabroni (1706–1727)
- Angelo Maria Quirini OSBCas (1727–1728)
- Gregorio Selleri OP (1728–1729)
- Marco Antonio Ansidei (1729–1730)
- Bartolomeo Massei (1731–1745)
- Giorgio Doria (1745–1757)
- Gaetano Fantuzzi (1759–1767)
- Mario Marefoschi (1770–1780)
- vakant (1780–1785)
- Paolo Massei (1785)
- vakant (1785–1800)
- Diego Innico Caracciolo di Martina (1800–1814); in commendam (1814–1820)
- Cesare Brancadoro (1820–1837)
- vakant (1837–1842)
- Friedrich Fürst zu Schwarzenberg (1842–1885)
- Antolín Monescillo y Viso (1886–1897)
- Antonio María Cascajares y Azara (1898–1901)
- Sebastiano Martinelli OSA (1902–1918)
- Aleksander Kakowski (1919–1938)
- Agustín Parrado y García (1946)
- Fernando Quiroga y Palacios (1953–1971)
- Marcelo González Martín (1973–2004)
- Jean-Pierre Ricard (seit 2006)